# Lijst van beschermd erfgoed in Fexhe-le-Haut-Clocher
Onderstaande tabel geeft een overzicht van de beschermde erfgoederen in de gemeente Fexhe-le-Haut-Clocher. Het beschermd erfgoed maakt deel uit van het cultureel erfgoed in België.
| Object                                                                        | Bouwjaar/architect | Deelgemeente  | Adres           | Coördinaten                   | Nummer?                | Afbeelding                                                                    |
| ----------------------------------------------------------------------------- | ------------------ | ------------- | --------------- | ----------------------------- | ---------------------- | ----------------------------------------------------------------------------- |
| Tumulus van Noville, ensemble van de tumulus en het perceel waar het op staat |                    | Noville       |                 | 50° 40' 1" NB, 5° 22' 51" OL  | 64025-CLT-0001-01 Info | Tumulus van Noville, ensemble van de tumulus en het perceel waar het op staat |
| Kerk Saint-Jean Baptiste: romaans koor, schip en toren                        |                    | Roloux        |                 | 50° 38' 58" NB, 5° 23' 44" OL | 64025-CLT-0002-01 Info | Kerk Saint-Jean Baptiste: romaans koor, schip en toren                        |
| Huis Maison Dachet, voorgevel en daken                                        |                    | Voroux-Goreux | Rue de Liège 96 | 50° 39' 15" NB, 5° 25' 44" OL | 64025-CLT-0003-01 Info | Huis Maison Dachet, voorgevel en daken                                        |
| Tumulus van Noville, de archeologische site                                   |                    |               |                 | 50° 40' 1" NB, 5° 22' 51" OL  | 64025-PEX-0001-01 Info | Tumulus van Noville, de archeologische site                                   |